# Rolandpaß
Rolandpaß är ett bergspass i Antarktis. Det ligger i Östantarktis. Nya Zeeland gör anspråk på området. Rolandpaß ligger 2 392 meter över havet.
Terrängen runt Rolandpaß är varierad. Trakten är obefolkad. Det finns inga samhällen i närheten.